# アデル・ド・フランス (1009-1079)
アデル・ド・フランス（フランス語：Adèle de France, 1009年 - 1079年1月8日）は、ノルマンディー公リシャール3世妃、のちフランドル伯ボードゥアン5世妃。名はアリックス（Alix）、アデライード（Adélaïde）とも。

## 生涯
アデルはフランス王ロベール2世とコンスタンス・ダルルの次女である。アデルは1027年1月にノルマンディー公リシャール3世と結婚したとされている。同年8月6日にリシャール3世は突然死去した。しかし、アデルは幼年時にフランドル宮廷に送られ育てられたため、リシャール3世との結婚は疑わしいともされている。アデルは1028年にフランドル伯ボードゥアン5世と結婚した。
アデルは実家とのつながりを利用してフランドルの勢力を拡大させようとした。また、自身がフランス王女であることに非常に誇りを持ち、その誇りはアデルの子供たちにも植え付けた。アデルはヘントのシント・ピーテルス修道院の修道士から通常の女性よりも高い教育を受け、ラテン語を話すことができ、子供たちにラテン語を教えた。アデルは夫ボードゥアン5世の政治面のパートナーでもあり、通常の妃たちと異なり特許状の半分はアデルも署名している。特に聖職者の独身制などの教会改革には積極的であった。
兄のフランス王アンリ1世の死後、その7歳の息子フィリップ1世の後見をフィリップ1世の母アンナと、アデルの夫でアンリ1世の義弟にあたるボードゥアン5世が1060年から1067年まで担い、2人はフランスの摂政をつとめた。
アデルは夫ボードゥアン5世による教会改革に強く関心を持ち、夫による協同教会の創建に裏にはアデルの存在があった。直接的または間接的に、アデルはエール（1049年）、リール（1050年）、ハーレルベーケ（1064年）の協同教会、およびメシーヌ（1057年）とエナメ（1063年）の修道院の創建に重要な役割を果たした。
1067年に夫が死去した後、アデルはローマに向かい、ローマ教皇アレクサンデル2世より修道女のベールを受け、イーペル近郊のメシーヌのベネディクト会修道院に隠棲した。
1071年、アデルの孫アルヌール3世がフランドル伯であったにもかかわらず、アデルの次男ロベールがフランドルに侵攻しようとした。アデルはロベールの企みを耳にした時、甥フィリップ1世にロベールを止めるよう頼んだ。フィリップ1世はウィリアム・フィッツオズボーン率いるノルマン部隊を含む軍隊をアルヌール支援のために送った。ロベールの圧倒的な勝利により、フィリップ1世はロベールと和平を結び、ロベールをフランドル伯とした。その1年後、フィリップ1世はロベールの継娘ベルト・ド・オランドと結婚し、1074年にフィリップ1世はコルビ領を王領とした。
アデルはメシーヌの修道院で死去し、同所に葬られた。カトリック教会により聖人とされ、その記念日は9月8日である。

## 家族
1027年にノルマンディー公リシャール3世と結婚したとされるが、リシャール3世は同年死去し、子供は生まれなかった。
1028年にフランドル伯ボードゥアン5世と結婚し、以下の子女が生まれた。
- ボードゥアン6世（1030年 - 1070年）[4] - エノー伯（1世）、フランドル伯
- マティルド（1031年頃 - 1083年） - ノルマンディー公ギヨーム2世（後のイングランド王ウィリアム1世）妃[4]
- ロベール1世（1033年頃 - 1093年）[4] - フランドル伯